# Apame
Apame (c. 300 v.Chr.) was een prinses uit Sogdië, echtgenote van Seleucus I Nicator, koningin van het Seleucidische Rijk.
Apame was de dochter van Spitamenes, een van de leiders van het Sogdische verzet tegen de Macedonische veroveraar Alexander de Grote. Nadat Alexander in 327, na een twee jaar durende genocide, het gebied tot rust had gebracht, kreeg Spitamenes een bestuurlijke positie en werd zijn dochter naar Susa gezonden om een Macedonische opvoeding te krijgen. In 324 werd ze tijdens een massaal bruiloftsfeest (waarbij honderden Europese officieren en manschappen Aziatische bruiden trouwden) uitgehuwelijkt aan Seleucus, de commandant van het legeronderdeel der Zilverschilden. Het huwelijk van Apame en Seleucus was het enige dat stand hield.
Apame was de moeder van Antiochus I Soter, die in de Babylonische kronieken uit de hellenistische tijd wordt gepresenteerd als een volkomen oosterse vorst, iets wat door zijn afstamming voor de hand lag. Verschillende steden in het Seleucidische Rijk zijn naar koningin Apame vernoemd, zoals Apamea in Syrië en Apamea in Frygië. De naam is nadien nog gedragen door een dochter van Antiochus I (Apame II) en een Macedonische prinses die koningin werd van Bithynië (Apame III).